# Henri van Schaik
Henri van Schaik est un cavalier néerlandais né le 24 juillet 1899 à Delft et mort le 19 août 1991.

## Carrière
Sa carrière amateur est principalement marquée par une médaille d'argent remportée aux Jeux olympiques de Berlin en 1936 en saut d'obstacles par équipes avec Johan Greter et Jan de Bruine.